# لری الدر
لری الدر (انگلیسی: Larry Elder؛ زادهٔ ۲۷ آوریل ۱۹۵۲) مجری رادیوی راست‌گرا، وکیل، روزنامه‌نگار، نویسنده و کارگردان فیلم اهل ایالات متحده آمریکا است. در سال ۲۰۲۱، الدر اولین نامزدی خود را برای حزب جمهوری‌خواه در انتخابات برکناری فرمانداری کالیفرنیا ۲۰۲۱، انجام داد که در آن زمان گاوین نیوسام از حزب دموکرات فرماندار بود. انتخابات با اختلاف زیادی شکست خورد و الدر در میان نامزدهای جایگزین اول شد. در ۲۰ آوریل ۲۰۲۳، الدر نامزدی خود را برای نامزدی جمهوری خواهان در انتخابات ریاست جمهوری ۲۰۲۴ اعلام کرد.